# Industriellenvereinigung
Die Vereinigung der Österreichischen Industrie, kurz Industriellenvereinigung (IV), versteht sich sowohl als Interessenvertretung auf österreichischer und europäischer Ebene als auch als Serviceorganisation für ihre rund 4.200 Mitglieder. Die Mitgliedschaft besteht, im Gegensatz zu den Kammern, auf freiwilliger Basis.

## Agenden
Als österreichische Industrievertretung verfolgt die Vereinigung das Ziel, die Interessen ihrer Mitglieder nachhaltig zu vertreten und den Wirtschaftsstandort Österreich und Europa zu stärken. Neben der Bundesorganisation bestehen auch neun Landesgruppen in den jeweiligen Bundesländern. Die Struktur wird aus ehrenamtlich agierenden Funktionären und hauptberuflichen Mitarbeitern gebildet. Seit 1988 unterhält die Vereinigung auch ein Büro in Brüssel und stellt auch den österreichischen Vertreter im europäischen Industrie- und Arbeitgeberverband Businesseurope. Generalsekretär Christoph Neumayer ist Mitglied des Businesseurope-Exekutivbüros, der strategischen Steuerungszentrale des europäischen Arbeitgeberverbandes. International ist die IV in der International Organisation of Employers vertreten. Darüber hinaus ist die IV Gründungsmitglied der österreichischen Plattform Industrie 4.0.

## Organisation
Die Vereinigung beruht auf ehrenamtlich agierenden Funktionären und hauptberuflichen Mitarbeitern. Es gibt neun eigenständige Landesgruppen, die Bundesorganisation und ein Vertretungsbüro in Brüssel.

### IV-Büro Brüssel
Das Büro besteht seit 1988, also noch vor dem EU-Beitritt Österreichs 1995, als Monitoringstelle über politische und wirtschaftliche Trends, und Kontaktstelle zwischen den Mitgliedern und der Europapolitik. Der Leiter des IV-Büros in Brüssel ist zugleich ständiger Vertreter Österreichs beim Europäischen Industrie- und Arbeitgeberverband Businesseurope. Es ist an der Ständigen Vertretung Österreichs bei der EU angesiedelt, und damit in die österreichische Wirtschaftspolitik und Diplomatie eingebunden.
| - 1946–1960: Hans Lauda (Veitscher Magnesitwerke AG, Wien) - 1960–1972: Franz Josef Mayer-Gunthof (Vöslauer Kammgarnfabrik AG, Vöslau) - 1972–1980: Hans Igler (Schoeller & Co, Wien) - 1980: Fritz Mayer (ITT Austria GmbH, Wien) - 1980–1988: Christian Beurle (Brau AG, Linz) - 1988–1996: Heinz Kessler (Nettingsdorfer Papierfabrik, Nettingsdorf) - 1996–2004: Peter Mitterbauer (Miba AG, Laakirchen) - 2004–2012: Veit Sorger (Mondi AG, Wien) - 2012–2020: Georg Kapsch (Kapsch AG, Wien) - seit 2020: Georg Knill (Knill Gruppe, Weiz) - Stellvertreter: - Sabine Herlitschka (Infineon Austria, Villach) - Philipp von Lattorff (Boehringer Ingelheim, Wien, bis 2024) - Franz-Peter Mitterbauer (Miba AG, Laakirchen) - Patricia Neumann (Siemens Österreich, ab 2024) | - 1946–1948: Alexander Hryntschak - 1948–1953: Josef C. Böck-Greissau - 1953–1960: Herbert Thausing - 1961–1970: Franz Curt Fetzer - 1971–1974: Kunata Kottulinsky - 1974–1976: Franz Helbich - 1977–1979: Arno Halusa, Botschafter A.D. - 1979–1992: Herbert Krejci - 1992–1997: Franz Ceska - 1997–2004: Lorenz Fritz - 2004–2011: Markus Beyrer - seit 2011: Christoph Neumayer |

Stand 2011

## Geschichte
Als älteste Vorgängerorganisation entstand 1862 der Verein der Industriellen, die Vertretung der Groß- und Schwerindustrie. Im Jahr 1892 entstand der Centralverband der Industriellen Österreichs als Vertretung einzelner Fachverbände, wenig später, 1897, der Bund der österreichischen Industriellen als Vertretung der Klein- und Mittelbetriebe. Diese drei Vereine ließen 1906–09 das Haus der Industrie am Schwarzenbergplatz errichten, das zum Sitz der späteren Industriellenvereinigung wurde. Sie schlossen sich nach dem Zerfall Österreich-Ungarns zum Reichsverband der österreichischen Industrie, später Hauptverband der Industrie Österreichs, zusammen. Der in der Zeit des Ständestaates gegründete Bund der Österreichischen Industriellen wurde nach dem Anschluss an Hitler-Deutschland aufgelassen.
1946 erfolgte die Neugründung als Vereinigung österreichischer Industrieller. Nachdem das Haus der Industrie den Zweiten Weltkrieg ohne größere Schäden überstanden hatte, wurde es bis 1955 zum Sitz des Alliierten Rates. Seit dem Abzug der Alliierten ist das Haus wieder Sitz der Industriellenvereinigung.
Am 23. Mai 1996 erfolgte die letzte Namensänderung des Verbandes in Vereinigung der Österreichischen Industrie.

### Kritik
Wegen Zahlungen an den Verein zur Förderung der New Economy und dem daraus resultierenden Skandal um die Finanzierung der Website des damaligen Finanzministers Karl-Heinz Grasser wurde die Industriellenvereinigung unter anderem von Oppositionspolitikern kritisiert und der Verdacht der Bestechung geäußert.
Bereits 1993 deckte der Publizist Markus Wilhelm Zahlungen der Industriellenvereinigung an verschiedene politische Gruppierungen (ÖVP, FPÖ und andere) auf.